# Іранський Курдистан

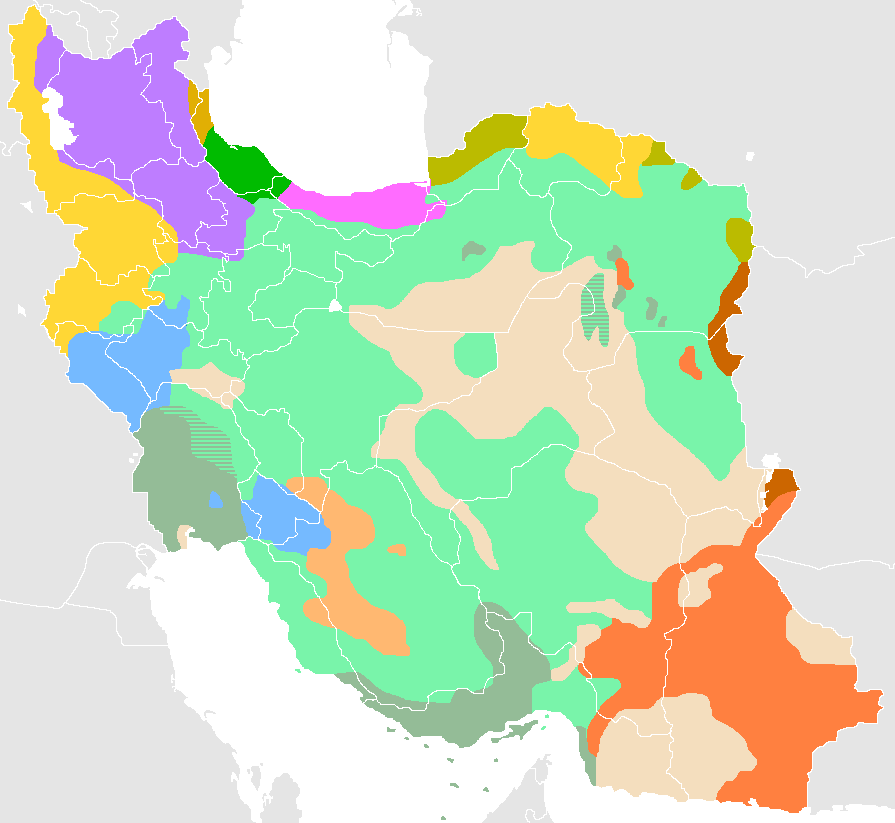
Іранський Курдистан на мапі Ірану позначено яскраво жовтою барвою

Іранський Курдистан (курд. کوردستانی ئێران Kurdistanî Iran) — неофіційне найменування частини Ірану, населеної переважно курдами. Територія межує з Іраком і Туреччиною, охоплює західну та південну частини провінцій Західний Азербайджан (1,5 млн мешканців), Курдистан (1,2 млн мешканців), Керманшах (1 млн мешканців) й Ілам (0,1 млн мешканців).